# José Joaquim Muniz Barreto de Aragão
José Joaquim Muniz Barreto de Aragão, primeiro e único barão de Itapororoca (São Francisco do Conde, 1793 — Salvador, 2 de abril de 1835) foi um nobre brasileiro.

## Biografia
Filho de Antônio Muniz Barreto, casou-se com Josefa Gomes Ferrão, sendo pai das baronesas de Matuim e Rio das Contas.
Lutou a favor da Independência do Brasil, foi agraciado com o baronato em 12 de outubro de 1828. O primeiro Barão de Itapororoca fez parte da primeira junta governativa do estado após a Independência da Bahia.

## Família
De seu casamento com Josefa Ferrão teve quatro filhos; o primogênito, Antônio Moniz Ferrão, tenente-coronel, que foi avô do deputado federal Antônio Moniz Sodré de Aragão e do governador do estado, Antônio Moniz Ferrão de Aragão; Maria Moniz Ferrão, que foi esposa do segundo barão de Rio de Contas, Fructuoso Vicente Viana; Emília Moniz Ferrão, casada com o primeiro Barão de Matuim, Joaquim Inácio de Aragão Bulcão e Egas Moniz Aragão, que morreu solteiro.